# Takuma Nishimura (Fußballspieler)
Takuma Nishimura (jap. 西村 拓真, Nishimura Takuma; * 22. Oktober 1996 in Nagoya, Präfektur Aichi) ist ein japanischer Fußballnationalspieler.

## Karriere

### Verein
Takuma Nishimura erlernte das Fußballspielen in der Schulmannschaft der Toyama Daiichi High School. Seinen ersten Profivertrag unterschrieb er 2015 bei Vegalta Sendai. Der Verein aus Sendai, einer Großstadt in der japanischen Präfektur Miyagi, spielte in der höchsten Liga des Landes, der J1 League. 2015 spielte er 15-mal in der J.League U-22 Selection. Diese Mannschaft, die in der dritten Liga, der J3 League, spielte, setzte sich aus den besten Nachwuchsspielern der höherklassigen Vereine zusammen. Das Team wurde mit Blick auf die Olympischen Sommerspiele 2016 in Rio de Janeiro gegründet. Die Auswahl der Spieler erfolgte auf wöchentlicher Basis aus einem Pool, für den jeder Verein förderungswürdige Talente benennen konnte; die Zusammensetzung der Mannschaft variierte daher sehr stark von Spiel zu Spiel. Nach 64 Erstligaspielen verließ er im August 2018 den Club und wechselte nach Russland, wo er sich PFK ZSKA Moskau anschloss. Der Club aus Moskau spielte in der ersten Liga, der Premjer-Liga. Von Januar 2020 bis März 2020 wurde er an den portugiesischen Club Portimonense SC ausgeliehen. Für den Verein, der in Portimão beheimatet ist, absolvierte er zwei Spiele in der ersten Liga, der Primeira Liga. Im Anschluss wurde er an seinen ehemaligen Club Vegalta Sendai ausgeliehen. Für Sendai stand er 2020 zwanzigmal in der ersten japanischen Liga auf dem Spielfeld. Nach Vertragsende in Moskau nahm ihn Vegalta Sendai im Februar 2021 fest unter Vertrag. Am Saisonende 2021 belegte er mit Sendai den neunzehnten Tabellenplatz und musste in zweite Liga absteigen. Nach dem Abstieg verließ er Sendai und schloss sich im Januar 2022 dem Erstligisten Yokohama F. Marinos aus Yokohama an. Am Ende der Saison 2022 feierte er mit den Marinos die japanische Meisterschaft. Am 11. Februar 2023 gewann er mit den Marinos den Supercup. Das Spiel gegen den Pokalsieger Ventforet Kofu wurde mit 2:1 gewonnen. Am Ende der Saison 2023 feierte er mit den Marinos die Vizemeisterschaft. In der Saison 2023/24 wurde Nishimura von der Winterpause an bis Saisonende an den Schweizer Erstligisten Servette FC aus Genf verliehen. Servette erhielt eine Kaufoption für Nishimura. Ende Juni 2024 kehrte er allerdings wieder nach Japan zurück. Nach insgesamt 79 Ligaspielen für die Marions wechselte er im Januar 2025 zum ebenfalls in der ersten Liga spielenden FC Machida Zelvia.

### Nationalmannschaft
Am 19. Juli 2022 spielte er bei der Ostasienmeisterschaft gegen Hongkong erstmals für die A-Nationalmannschaft und erzielte beim 6:0-Sieg zwei Tore.

## Erfolge

### Verein
Yokohama F. Marinos
- Japanischer Meister: 2022
- Japanischer Vizemeister: 2023
- Japanischer Supercup-Sieger: 2023

### Nationalmannschaft
- Gewinn der Fußball-Ostasienmeisterschaft 2022